# Bertrand Amoussou
Bertrand Amoussou-Guenou (ur. 29 maja 1966) – francuski judoka. Startował w Pucharze Świata w latach 1990-1993. Brązowy medalista mistrzostw Europy w 1990; siódmy w 1991, a także zdobył dwa medale w drużynie. Triumfator igrzysk śródziemnomorskich w 1991. Srebrny medalista wojskowych MŚ w 1990. Mistrz Francji w 1990 i 2002 roku.